# Рапти (река)
Рапти (в горното течение Мари) е река в Западен Непал и Северна Индия, щата Утар Прадеш, ляв приток на Гхагхара (ляв най-голям приток на Ганг). Дълга е над 600 km, а площта на водосборния ѝ басейн е 23 900 km². Води началото си под името Мари на 1856 m н.в. от хребета Махабхарат (съставна част на предпланините на Хималаите) – Шивалик, на територията на Непал. След извора си на протежение около 100 km тече в югоизточна посока, след което рязко завива на запад и следващите над 100 km тече в тази посока. През всичките тези над 200 km протича в дълбока и тясна долина, като проломява планината Шивалик. В района на непалското градче Бетахани излиза от планините, рязко завива на югоизток, навлиза на индийска територия и до устието си тече през Индо-Гангската равнина. Влива се отляво в река Гхагхара (ляв приток на Ганг) на 64 m н.в. при индийския град Капарваа Гхат. Основни притоци: леви – Бурхи-Рапти, Гхагхра, Гаура; десни – Бхакла, Ами. Подхранването ѝ е смесено, снежно и дъждовно, с ясно изразено пролетно-лятно пълноводие. Средният годишен отток е 136 m³/s. В долното ѝ течение, на индийска територия водите ѝ се използват за напояване и често причинява катастрофални наводнения. Плавателна е до град Горакхпур. Долината ѝ в Индия е гъсто населена, като най-голямото селище по течението ѝ е град Горакхпур.